# Philip Stein (Maler)
Philip Stein, bekannt unter dem Künstlernamen „Estaño“ (* 5. Februar 1919 in Newark/New Jersey; † 27. April 2009 in Manhattan), war ein US-amerikanischer Maler.

## Leben
Stein erlernte die Malerei zunächst autodidaktisch und besuchte später Klassen des Pratt Institute in Brooklyn und an der New School for Social Research in Manhattan. Auch von seinem Einsatz im Zweiten Weltkrieg, zunächst in der 8. US-Luftflotte und dann in der 9. US-Armee, malte er während seiner Zeit einige Bilder. Im November 1945 kehrte er zurück in die Vereinigten Staaten und besuchte im Rahmen eines GI-Berufsförderungsprogramms erneut an der New School for Social Research Abendklassen. Anfang 1946 ging er mit seiner Ehefrau Gertrude nach Los Angeles, wo er in den dortigen Filmstudios arbeitete und abends Kurse der Chouinard School of Art besuchte. Seine letzte Arbeit in Hollywood war das Bühnenbild für die Oper Boris Godunow. Nachdem die Arbeiten in den Studios wegen des Streiks von 1947 zum Stillstand gekommen waren, machte er von seinem Restguthaben des GI-Berufsförderungsprogramms gebrauch und ging Anfang 1948 nach Mexiko, wo er zunächst Kunstschule in San Miguel de Allende und am Instituto Nacional de Bellas Artes (INBA) in Mexiko-Stadt besuchte. Hier schloss er sich der Muralismus-Bewegung an und assistierte bis 1958 rund zehn Jahre David Alfaro Siqueiros bei mehreren Wandbildern, der ihn schlichtweg „Estaño“ (span. für Stein) nannte. Stein führt diesen Namen seitdem als Künstlernamen und gab 1953 in Mexiko-Stadt seine erste Einzelausstellung.